# Cuarto de Milla

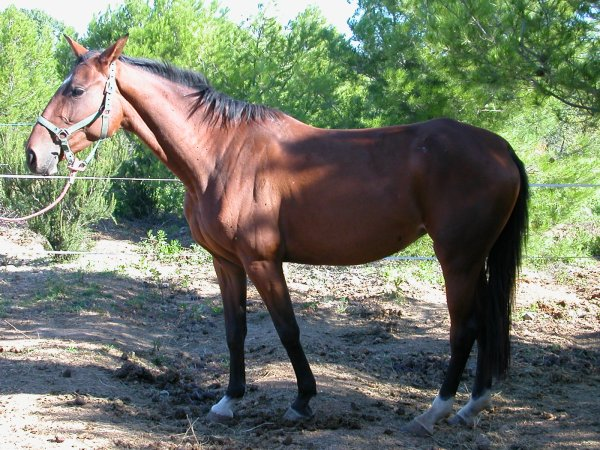
Cuarto de Milla castaño.

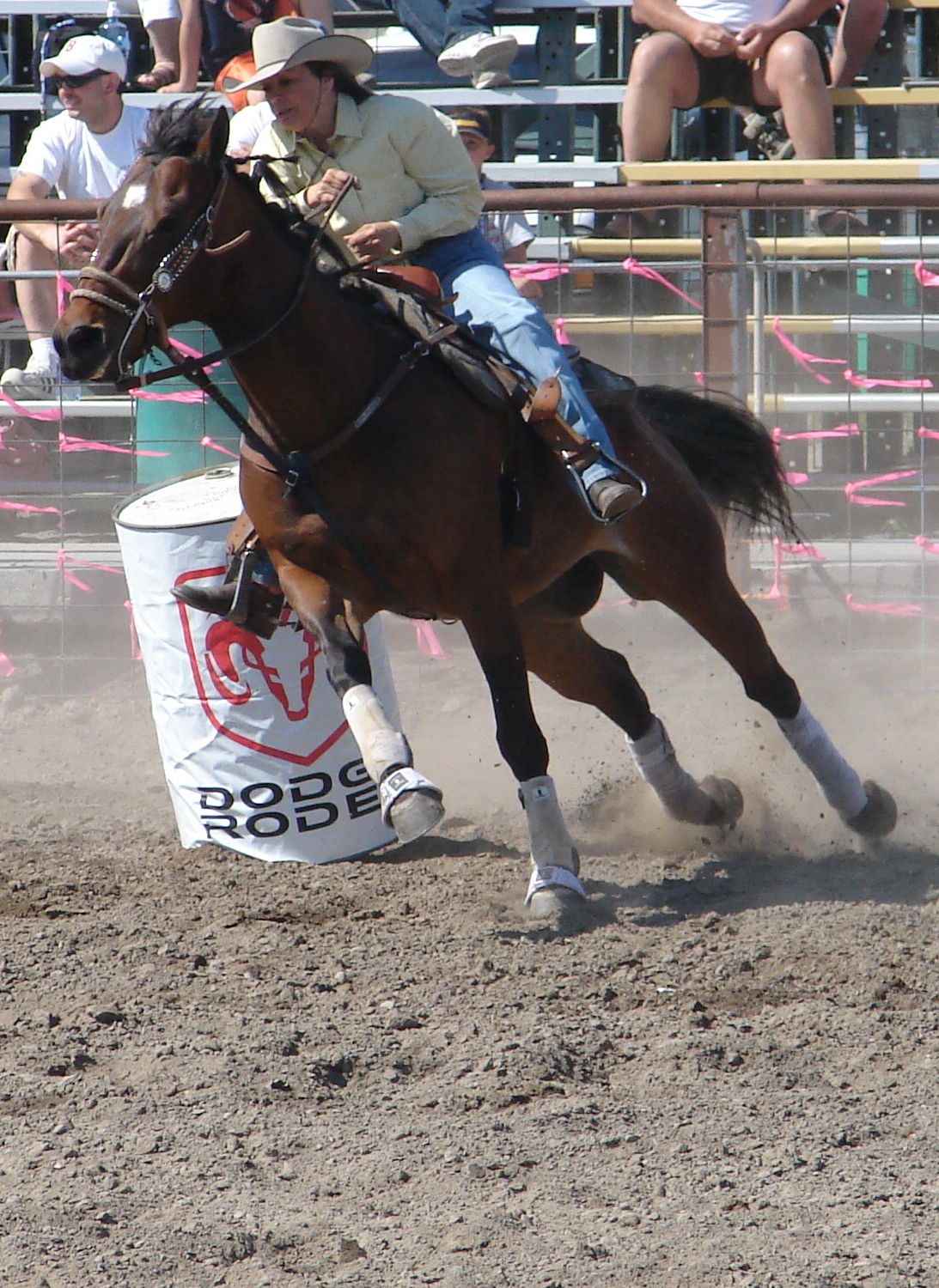
Cuarto de Milla en Doma Western.

El Cuarto de Milla o Quarter Horse es una raza caballo de caballería ligera desarrollada en los Estados Unidos a partir del Purasangre, el Morgan, el Saddlebred estadounidense y otros rocines, para ser un caballo de carreras de 402 m.
El caballo cuarto de milla americano es la raza más popular en Estados Unidos, y la American Quarter Horse Association es el mayor registro de razas del mundo, con casi tres millones de caballos cuarto de milla americanos vivos registrados en 2014. El American Quarter Horse es muy conocido tanto como caballo de carreras como por su rendimiento en  rodeos, espectáculos ecuestres y como caballo de  rancho de trabajo.
El cuerpo compacto del American Quarter Horse se adapta bien a las maniobras intrincadas y rápidas que se requieren en reining, cutting, caballo vaquero de trabajo, barrel racing, calf roping y otros eventos de monta americana, especialmente los que implican ganado vivo.  El American Quarter Horse también se utiliza en disciplinas de inglés, conducción, salto de obstáculos, doma, caza y muchas otras actividades de ecuestre.
La Legislatura de Texas designó al American Quarter Horse como "Caballo estatal oficial de Texas" oficial en 2009, y Oklahoma también designó al Quarter Horse como su official state horse en 2022.

## Historia de la raza

### Época colonial
Los antecedentes del Cuarto de Milla hay que buscarlas en las dos costas de Norteamérica de la época colonial. En el lado del Atlántico había colonias inglesas y neerlandesas y en el lado del Pacífico se extendían los territorios del virreinato de Nueva España. En los caballos de la zona oriental predominaban las sangres inglesas, irlandesas y escocesas, sin olvidar los animales de origen holandés. En esta época colonial, junto a caballos de granja y de transporte de razas más o menos mezcladas, hay constancia de carreras organizadas con regularidad. 
Había carreras de velocidad con recorridos relativamente largos (2 millas), carreras de trotones con carruajes y carreras cortas de un cuarto de milla. Los caballos que competían en estas últimas a menudo eran de las castas criadas por las tribus indígenas (por ejemplo la Chickasaw), basadas en los caballos introducidos en el continente por los conquistadores y colonos españoles.  Estos caballos "indígenas" se cruzaran con los caballos Thoroughbred importados de Inglaterra. Uno de los más famosos fue Janus, un nieto de Godolphin Arabian nacido en 1746 e importado a Virginia en 1756. La influencia de caballos de carreras como Janus fue decisiva en la formación del "Quarter Horse colonial". Esta "raza" ha sido llamada por algunos "Famous American Quarter Running". La denominación más antigua: "Celebrated American Quarter Running Horse". Se trataba de un tipo de caballo pequeño, fuerte y rápido, que se usaba como caballo de trabajo toda la semana y como caballo de carreras los domingos.

### Expansión hacia el Oeste

La compra de la Luisiana en el contexto de la expansión territorial de los Estados Unidos hacia el Oeste. En la zona fronteriza de color lila de la parte inferior está el King Ranch, capital en el desarrollo de la raza Cuarto de Milla.

La compra de la Luisiana por parte de Estados Unidos inició una rápida expansión hacia el Oeste. Los colonos llevaban caballos del este entre los que había algunos caballos de "carreras cuarto de Milla". En los llanos se encontraron con caballos salvajes mustang y tuvieron contacto con tribus (Wichita y Comanches) que criaban animales de gran calidad descendientes de los caballos introducidos por los españoles. Posteriormente hubo importaciones significativas de caballos de California y de Texas.
La cría de caballos en los territorios estadounidenses se adaptaba a las necesidades múltiples de la época. La caballería militar necesitaba caballos y seguía una política determinada. Los granjeros se orientaban hacia la selección de animales de tiro y mulas. En los desplazamientos personales primaban los caballos de tiro ligero de trote rápido. Las rutas de diligencias exigían numerosos animales. También los ganaderos dependían de caballos vaqueros adecuados.
Del cruce de los caballos de "carreras cuarto de Milla" con los caballos de los nuevos territorios resultó un tipo de caballo especialmente apto para el ganado, con el llamado "cow sense" (disposición para trabajar con las vacas).

### Establecimiento de una raza definida
Algunos apuntalando determinantes en el establecimiento del tipo del caballo Cuarto de Milla (apuntalando fundacionales) fueron: Steel Dust (nacido en 1843), Shilo (1844) , Old Cold Deck (1862), Lock's Rondo (1880), Old Billy (c.1880), Traveler (semental de origen incierto presente en Texas en 1889)  y Peter Mc Cue (nacido en 1895) inscrito como Thoroughbred pero de estirpe dudosa. 
La función principal de un caballo en un rancho del Oeste norteamericano era la de trabajar con ganado. Incluso después de la popularización del automóvil los caballos eran insustituibles para controlar las rebaños a campo abierto. No es de extrañar que los principales ranchos ganaderos de Texas (King Ranch, Four Sixes, Waggoner Ranch) tuvieran un papel fundamental en el desarrollo del moderno Quarter Horse.
Aparte de las necesidades de caballos vaqueros, la popularidad de las carreras al sprint de los fines de semana y las ganancias económicas asociados orientaron los criadores en este sentido. Para mejorar las prestaciones de los caballos Cuarto de Milla introdujo más sangre Thoroughbred, lo que afectó directamente la formación de la raza.
En 1940 un grupo de criadores, rancheros y otras personas relacionadas con los caballos del sudoeste de los Estados Unidos fundaron la American Quarter Horse Association (AQHA) para preservar la genealogía de sus caballos vaqueros del tipo "Cuarto de Milla". El primer caballo inscrito fue el potro Wimpy con la referencia P-1. Wimpy era descendiente de Old Sorrel, uno de los sementales fundadores de la caballada del King Ranch. (Los vaqueros hispanos del King Ranch, los kineños, lo llamaban "el alazán viejo" cuando ya tenía muchos años porque era de pelaje alazán y no usaban el nombre oficial).
cuando se funda la American Quarter Horse Asociation, en 1940, se estipuló que el caballo que fuera declarado campeón en las Ferias de ese año en Fort Worth, Texas, sería inscrito con el P-1 (pedigree), reservándose los siguientes 500 números para los animales que una comisión nombrada al efecto los considerara como animales de fundación, merecedores de estar en el incipiente Stud Book.

## Caballos "Apéndice" y "Fundación"
Desde que el American Quarter Horse se estableció formalmente como raza, el libro genealógico de la AQHA ha permanecido abierto a Purasangre adicional a través de un estándar de rendimiento. Un American Quarter Horse "apéndice" es un cruce de primera generación entre un Thoroughbred registrado y un American Quarter Horse o un cruce entre un American Quarter Horse "numerado" y un American Quarter Horse "apéndice". La descendencia resultante se registra en el "apéndice" del libro genealógico de la American Quarter Horse Association, de ahí el apodo. Los caballos inscritos en el apéndice pueden participar en competiciones, pero su descendencia no es elegible inicialmente para el registro completo de la AQHA.  Si el caballo del apéndice cumple con ciertos criterios de conformación y se muestra o corre con éxito en eventos AQHA sancionados, el caballo puede ganar su camino desde el apéndice al libro genealógico permanente, haciendo que su descendencia sea elegible para el registro AQHA.
Dado que los cruces entre Quarter Horse y Thoroughbred siguen entrando en el registro oficial de la raza American Quarter Horse, esto crea un flujo genético continuo de la raza Thoroughbred a la raza American Quarter Horse, que ha alterado muchas de las características que tipificaron a la raza en los primeros años de su formación.  Algunos criadores sostienen que la continua incorporación de líneas de sangre de pura sangre está empezando a comprometer la integridad del estándar de la raza. Algunos favorecen el estilo anterior de caballo y han creado varias organizaciones separadas para promover y registrar "Fundación" Quarter Horses.

## Características
Aunque relegado a un segundo plano por los purasangre, se hizo de un lugar en el suroeste y oeste de Estados Unidos como una casta de caballos. Los actuales cuarto de milla son de poca estatura y corpulentos, de constitución musculosa y de pecho grande y ancho.
Son famosos por sus arranques veloces, su habilidad en los giros y paradas, su velocidad en cortas distancias y su inteligencia. Su alzada esta entre los 1,43 y 1,60 m, pesan de 431 a 544 kg y tienen un temperamento tranquilo y cooperativo.
Esta raza se caracteriza por tener una cabeza bien proporcionada, una buena inserción de esta en el cuello, ni demasiado fino ni demasiado grueso.
Amplitud de pecho y un buen tórax. Mirándolo en conjunto es armonioso y atractivo.
El Cuarto de Milla por su sorprendente masa muscular es un caballo relativamente bajo para lo que pesa. Su Velocidad y Ductilidad se basan en su poderosa musculatura y la ubicación de su centro de gravedad mucho más adelante que cualquier otro caballo.
Se caracterizan por ser caballos fuertes, resistentes, vivaces, de tamaño mediano, con gran desarrollo de sus masas musculares, en especial del tren posterior y su reconocida mansedumbre. Muy amplia es la gama de pelaje, sólo no se aceptan los pintos ni los manchados como el appalossa y tampoco los albinos. Es un animal muy sensible y tratable.
Tiene la velocidad de los caballos de sangre caliente de sus ancestros, y la estabilidad de los caballos de sangre fría.

## Disciplinas
Los caballos Quarter se utilizan en diversas disciplinas de competición (carreras, Reining, cutting, rodeo, charreria, ...). También son populares como caballos vaqueros, para trabajar en ranchos conduciendo ganado, y como caballos para la equitación de ocio en general o la charrería. Desde Estados Unidos han sido exportados a muchos países: Brasil, Australia, Alemania, Italia, Japón, ... Para las cifras de caballos registrados la AQHA es la asociación más numerosa con más de tres millones de ejemplares en todo el mundo.

## Tipos especializados
Dentro del registro Cuarto de Milla hay que considerar diferentes tipos según el uso requerido de cada caballo.

### Caballo western ("Stock type")
Los caballos western o de performance, son esencialmente los que se usan para las competencias de rienda (reining), corte y aparte (cutting), enlace de becerros (calf roping), enlace de novillos (team roping), derribo de novillos (steer wrestling), siendo el corte y aparte el deporte elite de los amantes del caballo cuarto de milla.

### Caballo de exposición ("Halter type")
En los caballos de exposición prima una musculatura exagerada, manteniendo la cabeza pequeña y refinada. Para alturas de entre 154 y 163 cm el peso y puede llegar a los 546 kg.

### Caballo de carreras ("Racing and hunter type")
Los caballos de carreras cuarto de milla poseen una conformación robusta la cual les permite una aceleración explosiva, poseen patas largas y son normalmente de gran longitud. Las carreras se disputan oficialmente en hipódromos con 11 distancias reconocidas actualmente por la American Quarter Horse Association (AQHA) que van desde las 220 yardas hasta las 870 yardas. Cabe destacar que el tiempo récord en 6 de las 11 distancias se logró en el Hipódromo de Sunland Park, Nuevo México, y uno en Los Alamitos Race Course, en California, entre otros.

## Pelajes
Los caballos Quarter pueden presentarse en casi todos los pelajes. La capa más típica es la saura o alazanes ("Chestnut" en inglés), en su variedad "sorrel" (que indica, en general y para las asociaciones Cuartel, crines de color similar a los pelos del cuerpo; para algunos el "Sorrell" implica crines lavadas). Hay Cuarteles de todos los pelaje "básicos" (negro, moreno, castaño y alazán), diluidos crema y diluidos dun. También hay diluidos "champagne" y "pearl". Sobre los pelajes "de base" anteriores pueden aparecer los patrones ruano y liart. Los patrones moteados ("pinto" o "paint"), anteriormente excluidos, son admisibles en caballos de pura raza demostrable.

## Enfermedades genéticas
Existen varias enfermedades genéticas que preocupan a los criadores de caballos Cuarto de Milla:
- Parálisis periódica hiperpotasémica (HYPP), que está causada por un gen autosómico gen dominante ligado al semental Impressive.  Se caracteriza por contracciones musculares incontrolables y debilidad muscular sustancial o parálisis entre los caballos afectados.  Debido a que es un gen dominante,[8] sólo uno de los padres tiene que tener el gen para que se transmita a la descendencia.  Existe una prueba de ADN para HYPP, que es requerida por la AQHA. Desde 2007, la AQHA prohíbe el registro de caballos que posean la forma homocigótica (H/H) del gen, y aunque los caballos heterocigóticos (H/N) siguen siendo elegibles para el registro, actualmente se está debatiendo la modificación de este estatus. Además, todos los caballos Cuarto de Milla nacidos en 2007 o después que se confirme que descienden de Impressive deben llevar una nota sobre los riesgos del HYPP en sus documentos de registro. Debido al HYPP, las clases de halter están sufriendo cambios significativos.  Las clases Halter están dominadas por la línea de sangre Impressive.  Impressive, un caballo halter muy prolífico, aportó a las razas puras la masa muscular que se popularizó en la competición halter.  Esta masa muscular está relacionada con la HIPP[cita requerida], y a medida que se reduzca la afección en la raza, es probable que también cambie el estilo del caballo en las clases de halter.  Ya se han producido cambios en las reglas, incluida la creación de una "clase Halter de rendimiento" en la que un caballo debe poseer un Registro de Mérito en rendimiento o carreras antes de poder competir.[9]
- Hipertermia maligna. Un alelo mutado causante, gen del receptor 1 de rianodina (RyR1) en el nucleótido C7360G, generando una sustitución de aminoácidos R2454G.[10] se ha identificado en el caballo Cuarto de Milla americano y en razas con ascendencia de caballo Cuarto de Milla, se hereda como autosómica dominante[11][12] Puede ser causada por exceso de trabajo, anestesia o estrés. [13]
- Astenia Dérmica Regional Equina Hereditaria (HERDA), también conocida como hiperelastosis cutis (HC).  Está causada por un autosómico gen recesivo, por lo que, a diferencia de HYPP, HERDA sólo puede transmitirse si ambos padres son portadores del gen.  Cuando un caballo padece esta enfermedad, existe un defecto de colágeno que provoca que las capas de la piel no se mantengan firmemente unidas. Por lo tanto, cuando el caballo es montado o sufre un traumatismo en la piel, la capa externa a menudo se divide o se separa de la capa más profunda, o puede desgarrarse por completo. Rara vez se cura sin cicatrices deformantes. Las quemaduras solares también pueden ser motivo de preocupación. En casos dramáticos, la piel puede partirse a lo largo del lomo e incluso rodar por los costados, quedando el caballo literalmente despellejado vivo.  La mayoría de los caballos con HERDA son eutanasiados por razones humanitarias entre los dos y los cuatro años de edad.  La teoría más debatida y controvertida, propuesta por investigadores de la Universidad de Cornell y la Universidad Estatal de Mississippi es que la línea paterna del gran semental de fundación Poco Bueno está implicada como origen de la enfermedad.  El 9 de mayo de 2007, investigadores que trabajan de forma independiente en la Universidad de Cornell y en la Universidad de California, Davis anunciaron que se había desarrollado una prueba de ADN para la HERDA. Se analizaron más de 1.500 caballos durante la fase de desarrollo de la prueba, que ahora está disponible para el público en general a través de ambas instituciones.[14]
- Glycogen Branching Enzyme Deficiency (GBED) es una enfermedad genética en la que el caballo carece de una enzima necesaria para almacenar glucógeno, el músculo cardíaco y los músculos esqueléticos del caballo no pueden funcionar, lo que conduce a una muerte rápida. La enfermedad se produce en potros que son homocigotos para el alelo letal GBED, lo que significa que ambos padres son portadores de una copia del gen.  El semental King P-234 se ha relacionado con esta enfermedad.  Existe un análisis de sangre ADN para este gen.[15]
- Miopatía equina por almacenamiento de polisacáridos, también llamada EPSM o PSSM, es una afección muscular metabólica de los caballos que causa tira para arriba, y también está relacionada con un trastorno de almacenamiento de glucógeno.[16] Aunque también se observa en algunas razas de caballos de tiro, la PSSM se ha rastreado hasta tres líneas de sangre específicas pero no reveladas en caballos cuarto de milla, con una herencia autosómica recesiva. recesivo patrón de herencia.[17] El 48% de los caballos Cuarto de Milla con síntomas de enfermedad neuromuscular tienen PSSM.  Hasta cierto punto, puede controlarse con dietas especializadas bajas en almidón, pero se aconseja realizar pruebas genéticas antes de la cría, ya que la enfermedad existe a nivel subclínico en aproximadamente el 6% de la población general de caballos Cuarto de Milla.[18]
- Síndrome del blanco letal. Aunque los "cropout" Quarter Horses con marcas Paint no se permitió su registro durante muchos años, el gen de dichas marcas es recesivo y siguió apareciendo periódicamente en potros Quarter Horse.  Por ello, se cree que algunos caballos Cuarto de Milla pueden ser portadores del gen del síndrome del blanco letal.  Existe una prueba de ADN para esta condición.[19]
- Paladar hendido Defecto de nacimiento, esto no es sólo un trastorno genético. No hay una sola cosa que cause este problema. Puede ser causado por genética, hormonas, deficiencia mineral, tranquilizantes o esteroides. El paladar hendido es extremadamente infrecuente. La cirugía para reparar el paladar hendido no tiene una alta tasa de éxito. La tasa de éxito de la cirugía es sólo del 20%. Los caballos cuarto de milla parecen ser los que más se han investigado, y este defecto se da más en los caballos cuarto de milla según las investigaciones. Algunas observaciones de un caballo con paladar hendido y sin cirugía son: levantar la cabeza alta al comer, bajar la cabeza para beber, toser al comenzar el ejercicio, y colocar desparasitantes u otros medicamentos orales en el lado de la mandíbula y tomar alrededor de una hora para administrar la dosis completa. [20][21]